# Lophuromys flavopunctatus
Lophuromys flavopunctatus је врста глодара из породице мишева (Muridae).

## Распрострањење
Врста има станиште у Анголи, Бурундију, ДР Конгу, Етиопији, Замбији, Кенији, Малавију, Мозамбику, Руанди, Судану и Танзанији.

## Станиште
Врста Lophuromys flavopunctatus има станиште на копну.
Врста је по висини распрострањена до 4.500 метара надморске висине.

## Угроженост
Ова врста није угрожена, и наведена је као последња брига јер има широко распрострањење.

### Популациони тренд
Популациони тренд је за ову врсту непознат.